# Георги Кичуков
Георги Тодоров Кичуков е български футболист, офанзивен полузащитник.

## Кариера
Играл е за Оборище (Панагюрище), Ботев (Враца), Янтра, Етър и Добруджа. Осминафиналист за купата на страната през 2003 г. с Добруджа. Има 8 мача и 1 гол за младежкия национален отбор.

## Статистика по сезони
- Локомотив (Сф) – 1994/95 – А група, 2 мача/0 гола
- Ботев (Враца) – 1996/97 – В група, 11/2
- Ботев (Враца) – 1997/98 – В група, 24/7
- Янтра – 1998/99 – Б група, 27/6
- Етър – 1999/00 – Б група, 26/3
- Ботев (Враца) – 2001/пр. - Б група, 12/2
- Ботев (Враца) – 2001/02 – Б група, 23/12
- Добруджа – 2002/03 – А група, 25/5
- Добруджа – 2003/04 – Б група, 26/6
- Добруджа – 2004/05 – Б група, 25/6
- Добруджа – 2005/06 – Източна Б група, 24/5
- Добруджа – 2006/07 – Източна Б група, 21/3
- Светкавица – 2007/08 – Източна Б група, 26/6
- Светкавица – 2008/ес. - Източна Б група, 6/1
- Калиакра – 2009/пр. - Източна Б група, 14/0
- Калиакра – 2009/10 – Източна Б група, 27/4
- Калиакра – 2010/11 – А група